# Philodina tridentata
Philodina tridentata is een raderdiertjessoort uit de familie Philodinidae. De wetenschappelijke naam van deze soort is voor het eerst geldig gepubliceerd in 1935 door Rodewald.